# ProSieben
A ProSieben, vagy Pro7 egy német kereskedelmi televíziós csatorna. 1989. január 1-jén indult Németországban, ma már műholdról Európa teljes területén vehető. A nap 24 órájában nézhető, műsora főleg hírekből, filmekből, sportból és különféle szórakoztató műsorokból áll.

## Története
1989. január 1-jén kezdte meg adását az Astra műholdon, 9 órás műsoridővel. A programot Münchenből sugározták. 1989. március 16-án 70 főt foglalkoztatott és 2,44 millió háztartásban volt nézhető. Júliusban az adásideje 17 órára nőtt. 1990. március 1-jén Unterföhringbe költözött a csatorna 120 alkalmazotta. Október 1-jétől napi 24 órában sugároz. 1991-ben megalapították a Teledirekt GmbH céget, amellyel a műholdás televíziózást bővítették ki Németországban. Ekkoriban a társaság épphogy tudta fedezni a kiadását, majd 1992-ben a Deutsche Telekom-mal együtt megalapították a Kabel eins csatornát, a Telekomnak 45%-os részesedése volt a ProSiebenben. 
1994-ben elindította teletext-szolgáltatását, október 24-én pedig megváltozott a csatorna logója. A csatorna 1997-ben megjelent a Frankfurti tőzsdén.  1999. szeptember 19-től a csatorna digitális formában is elérhető.2000-től a ProSiebenSat.1 Media AG tulajdonát képezi.

## Műsorai

### AzEgyesült Államokból
- 90210 - Beverly Hills 90210
- Alias
- Aliens in America - Kakukktojás
- Buffy the Vampire Slayer - Buffy, a vámpírok réme
- Brothers & Sisters - Testvérek
- Cold Case - Döglött akták
- Charmed - Bűbájos boszorkák
- Dirty Sexy Money
- Desperate Housewives - Született feleségek
- Eli Stone
- ER - Vészhelyzet
- Eureka - Euréka
- Everybody Hates Chris - Mindenki utálja Christ!
- Family Guy
- Freddie
- Friends - Jóbarátok
- Fringe - A rejtély
- Futurama
- Gossip Girl – A pletykafészek
- Grey's Anatomy - A Grace klinika
- Grounded for Life
- How I Met Your Mother - Így jártam anyátokkal
- Joey
- Kyle XY - Kyle, a rejtélyes idegen
- Lost – Eltűntek
- Malcolm in the Middle - Már megint Malcolm
- Moonlight - Holdfény
- My Wife and Kids - Életem értelmei
- Nip/Tuck - Kés/Alatt
- One Tree Hill - Tuti gimi
- Private Practice - Doktor Addison
- Pushing Daisies - Halottnak a csók
- Queer as Folk - A fiúk a klubból
- Reaper - Reaper - Démonirtók
- Sabrina, the Teenage Witch - Sabrina, a tiniboszorkány
- Samantha Who? - Nem ér a nevem
- Sex and the City - Szex és New York
- Scrubs - Dokik
- Supernatural - Odaát
- Terminator: The Sarah Connor Chronicles - Terminátor – Sarah Connor krónikái
- The L Word - L
- The O.C.C
- The Simpsons -A Simpson család
- The X-Files - X-akták
- Two and a Half Men - Két pasi – meg egy kicsi
- 24 (6. évad)
- Surface - A mélység fantomja
- Weeds

### Eredeti programok
- Axel! will's wissen
- Bully & Rick
- CineTipp
- comedystreet
- Das Model und der Freak
- Die einzig wahren Hochzeitscrasher
- Deine Chance! 3 Bewerber - 1 Job
- Deutschlands schrecklichste...
- Ki vagy, doki? (az új sorozat, csak 2005-ös és a 2006-os részek)
- Do it Yourself - S.O.S.
- Elton vs. Simon (reruns)
- Focus TV
- Galileo
- Galileo Mystery
- Germany's Next Showstars
- Germany's Next Topmodel
- Giulia in Love?!
- Kalkofes Mattscheibe
- Lebe deinen Traum! Jetzt wird alles anders!
- Look of Love - Neuer Style für die Liebe
- Mascerade - Deutschland verbiegt sich
- MyVideo Star
- Newstime
- Night-Loft
- Popstars
- ProSieben Funny Movie
- ProSieben Reportage
- ProSieben Spätnachrichten
- ProSieben Spezial - Wissen Weltweit
- Primeval
- Quatsch Comedy Club
- red! Stars, Lifestyle & More
- SAM
- Schlag den Raab
- Schlag den Star
- Simply the Best
- Stromberg
- superspots - Die besten Clips im Umlauf
- Switch
- Switch reloaded
- taff
- talk talk talk
- The Next Uri Geller
- TV Total
- Tornádó – Az ég haragja
- U20 - Deutschland, deine Teenies
- We are Family! So lebt Deutschland
- Night-Loft

## Nézettségi adatok
- 2008: 6,8%, 14–49 éves korig: 12,2%

## Külső hivatkozások
- Hivatalos Honlap